# Iniciativa Briggs

Proposiçao 6: resultados da votação por condados (Sim 58,4% em verde, Não 41,6% em vermelho)

A Proposição 6 da Califórnia foi uma iniciativa do estado da Califórnia levada à votação popular em 7 de novembro de 1978, e foi mais comumente chamada de Iniciativa Briggs. Patrocinada por John Briggs, um senador estadual do Condado de Orange, a iniciativa fracassada teria demitido gays e lésbicas, e possivelmente qualquer um que apoiasse os direitos LGBT, das escolas públicas da Califórnia. A Iniciativa Briggs foi a primeira derrota no movimento conservador que começou com a bem sucedida campanha liderada pela cantora Anita Bryant e sua organização Salvem Nossas Crianças no Condado de Dade para derrubar uma lei local sobre direitos gays. Um dos principais oponentes da iniciativa foi o político gay Harvey Milk.